# Arnold Adriaan Buyskes
Arnold Adriaan Buyskes (Enkhuizen, 21 januari 1771 – Loosduinen, 23 januari 1838) was een Nederlandse marineofficier. Van 1807 tot 1809 was hij luitenant-gouverneur-generaal van Nederlands-Indië in het bestuur van Herman Willem Daendels. Van 1816 tot 1818 was hij een van de drie commissarissen-generaal die het bestuur van Nederlands-Indië overnamen van het Britse tussenbestuur.

## Biografie
Arnold Buyskes werd geboren in de oude regentenfamilie Buyskes van Enkhuizen. Zijn vader Pieter Gerritsz. Buyskes was schepen in Enkhuizen en twee keer burgemeester, in 1775 en in 1779, toen hij stierf in het ambt. Arnold was genoemd naar zijn moeder, Arnoldina Adriana Jordens. Terwijl zijn oudere broer Gerrit een bestuurlijke loopbaan koos, meldde Arnold zich in oktober 1783 op 12-jarige leeftijd bij de Admiraliteit van Amsterdam. Hij voer in december uit als adelborst onder de leiding van kapitein Jan Olphert Vaillant. Deze nam met het fregat Medea deel aan eskaders onder Jan Hendrik van Kinsbergen die koopvaarders in de Middellandse Zee begeleidden. Buyskes hield het scheepsjournaal bij.
In mei 1786 teruggekomen in Nederland kreeg hij tot maart 1787 onderwijs in de scheepsbouwkunde op de marinewerf in Amsterdam. In januari 1788 werd hij luitenant-ter-zee en kreeg les in de vestingbouwkunde in Nijmegen. Het jaar daarop ging hij met de kapiteins Vaillant en Christiaan Anthonie Verhuell mee naar Azië. Met de fregatten Zephir en de Havik moest in opdracht van stadhouder prins Willem V de staat van verdediging te land en ter zee van de VOC-handelsposten en nederzettingen worden bepaald. Buyskes op de Havik bracht havens en baaien nauwkeurig in kaart. Op de terugweg begeleidden de schepen de retourvloot van twaalf Oostindiëvaarders en brachten die in juni 1793 veilig terug in Nederland. Verhuell moest op het laatst vanwege een zware storm de masten van de Havik laten kappen, waarna het door de Zephir naar de haven werd gesleept.
Tot luitenant-ter-zee 1e klasse bevorderd diende Buyskes daarna twee jaar bij het korps scheepsartillerie in de Zuiderzeehaven Elburg. Op 9 februari 1794 trouwde hij in Enkhuizen met Eva Clasina van Romond, dochter van Jan van Romond, die ook meerdere malen burgemeester was. Hun zoon Pieter Buyskes werd in oktober van dat jaar geboren in Den Helder en zou een bekende jurist en bestuurder worden.

### De Tweede Coalitieoorlog

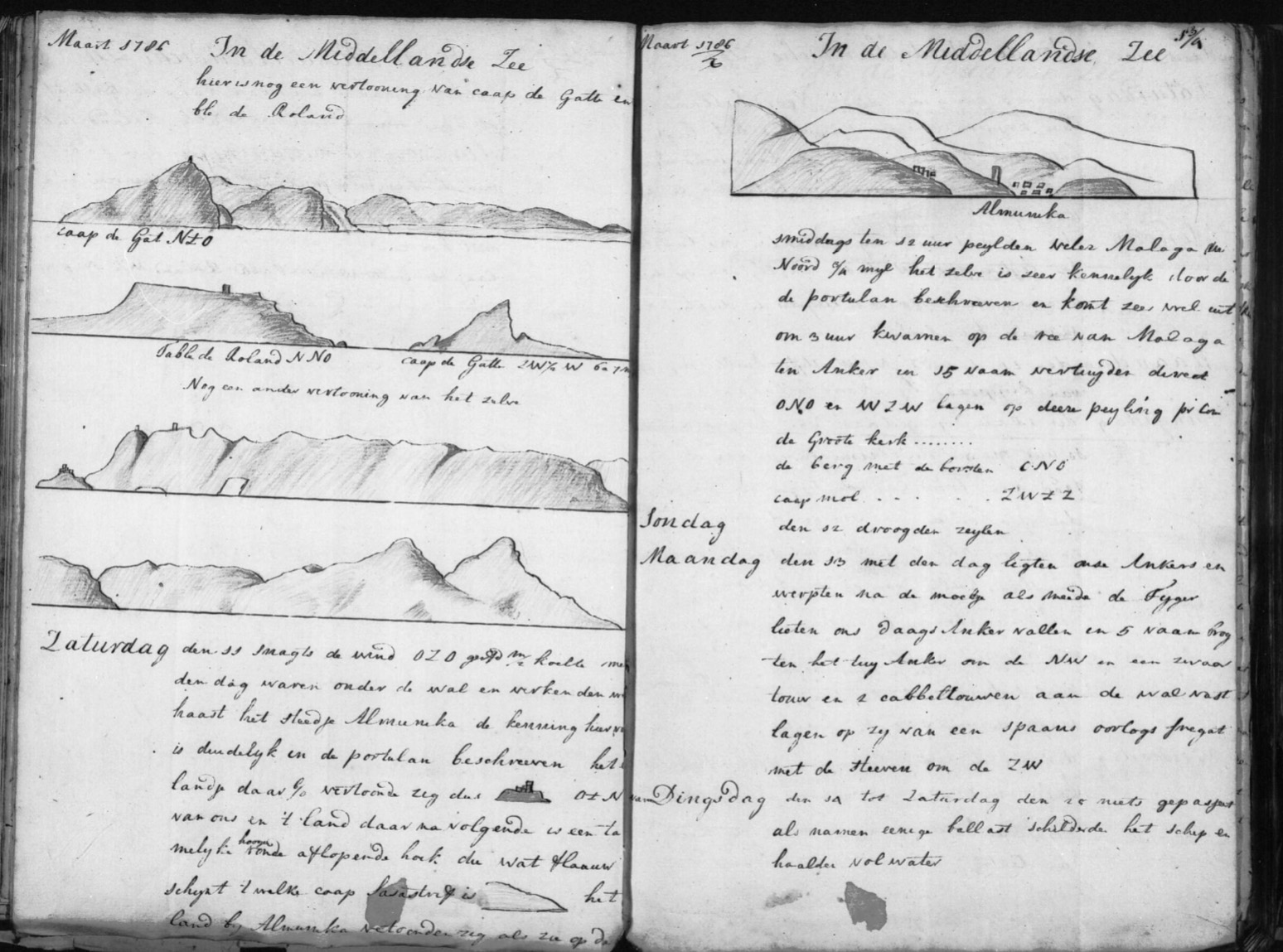
Pagina uit Buyskes' journaal op de Medea. Maart 1786 voor de kust van Málaga.

Na het uitroepen van de Bataafse Republiek in 1795 werden de vijf admiraliteiten samengevoegd tot het Comité van Marine. Ook het Loodswezen werd daaraan toegevoegd, en onderging een verbeteringsslag. In het kader daarvan kreeg Buyskes in 1796 opdracht nieuwe havenkaarten te maken en een plan in te dienen voor verbetering van de havens, wat hij de twee daaropvolgende jaren naar tevredenheid deed. Hij werd toen bevorderd tot kapitein-luitenant-ter-zee en kreeg het bevel over een divisie kanonneerboten voor de verdediging van de Zeeuwse wateren. In 1799 kreeg hij het bevel over een Bataafs eskader op de Zuiderzee dat Amsterdam moest beschermen tegen een aanval van de Britse vloot in de Tweede Coalitieoorlog. Met deze invasie probeerde prins Willem Frederik, de zoon van de gevluchte stadhouder Willem V, de oude Republiek te herstellen. De Bataafse Republiek was de facto een vazalstaat van het revolutionaire Frankrijk. Toen Franse kanonneerboten arriveerden moest Buyskes zijn bevel overdragen aan de Franse schout-bij-nacht Castaignier. Het Bataafse eskader dat op de rede van Texel lag liep na een muiterij door Oranjegezinde opvarenden over naar de Britten, het zogeheten Vlieter-incident. Buyskes probeerde op aandringen van luitenant-generaal Herman Willem Daendels (bevelhebber van de landtroepen) om met tot zinken gebrachte vaartuigen de doorgang tussen Den Helder en Texel te blokkeren. Een door Buyskes onmogelijk en ook zinloos geachte missie, die dan ook mislukte door sterke tegenwind. De Britse invasie kon niet voorkomen worden, maar deze Brits-Russische expeditie naar Noord-Holland zou uiteindelijk geen succes hebben, mede vanwege het uitblijven van een opstand door Orangisten. Buyskes bleef in zijn functie tot de Britten en de Russen in november uit Noord-Holland vertrokken.

### De overdracht van Ternate

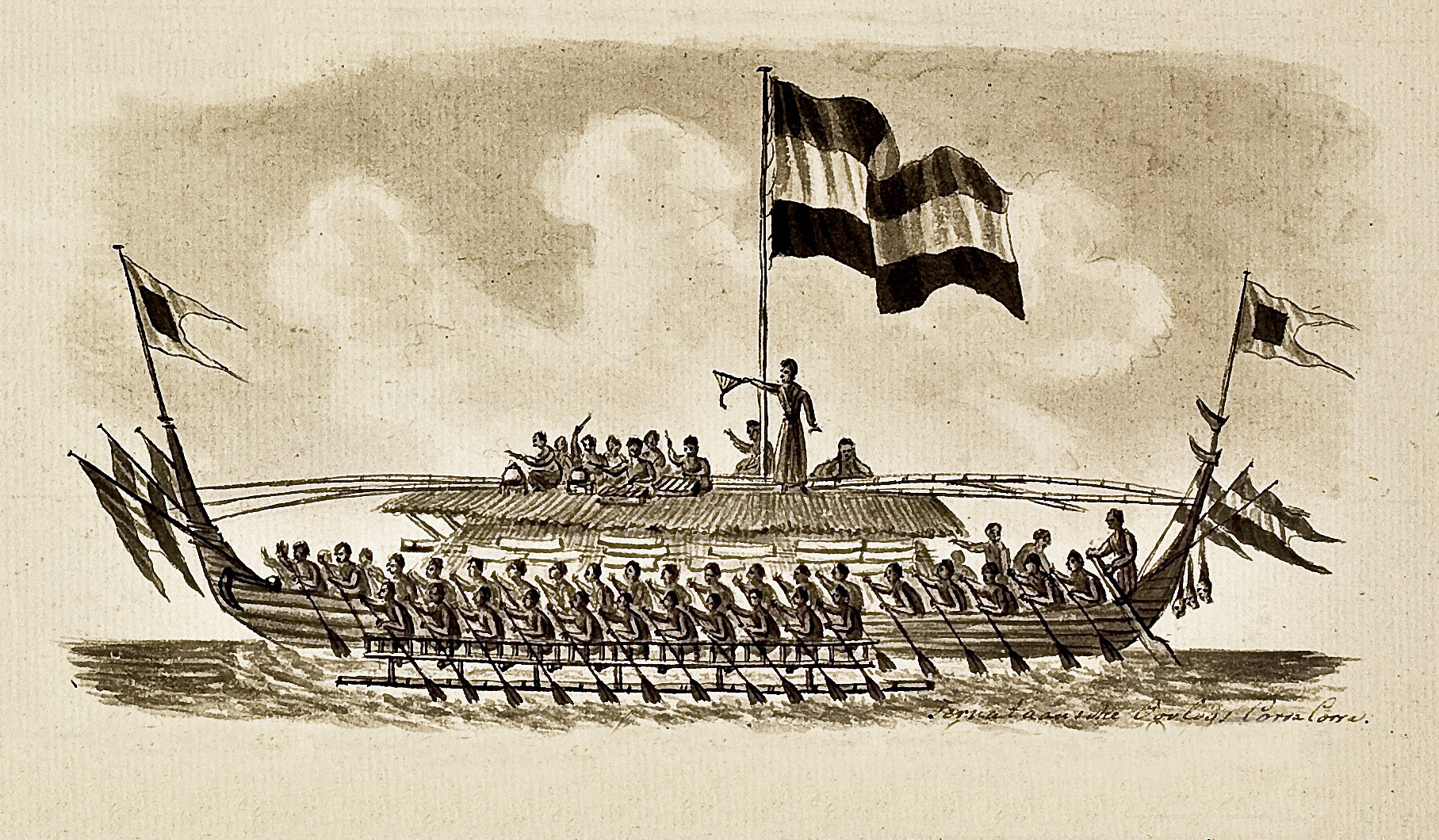
Een oorlogs kora-kora van Ternate.

Op 27 februari 1801 werd Buyskes bevorderd tot kapitein-ter-zee en kreeg hij het bevel op het fregat Eendracht, waarmee hij tot januari 1802 op de rede van Hellevoetsluis lag. Op 27 maart 1802 maakte de Vrede van Amiens een eind aan de Tweede Coalitieoorlog. Alle door de Britten ingenomen overzeese bezittingen van de Bataafse Republiek werden teruggeven, op Ceylon na. Daarop vooruitlopend werden in januari schepen uitgezonden om het bestuur van de Britten op diverse locaties over te nemen. Buyskes voer met de Eendracht samen met twee andere fregatten naar Batavia, dat uit Britse handen was gebleven. Daar werd hem opgedragen het gezag op Ternate over te nemen. Met de Eendracht kwam hij daar aan in april 1803. Op 19 mei vond in Fort Oranje in het bijzijn van de sultan van Ternate een ceremoniële overdracht plaats door de Britse majoor Webber aan Buyskes en Petrus Goldbach, die als gouverneur achter zou blijven. Na 21 saluutschoten van de Eendracht marcheerde het nieuwe garnizoen het fort in, werd de Britse vlag gestreken, de Nederlandse gehesen, en marcheerde het Britse garnizoen naar buiten. Op de 23e verlieten de Britten Ternate. Het bestuur werd opnieuw ingeregeld. De in Fort Oranje bewaarde contracten met de inheemse hoofden bleken geheel door de 'witte mieren' vernield te zijn, maar hopende dat er elders op Ternate kopieën aanwezig waren spoorde Buyskes hen aan 'zig stiptelijk daarna te gedragen'. Bij terugkomst in Batavia bleek de Eendracht zo versleten te zijn dat het voor de sloop verkocht moest worden. Hij vertrok in februari 1804 op de brik Den Arend uit Batavia en was in september weer terug in Nederland.

### De invasievloot van Napoleon

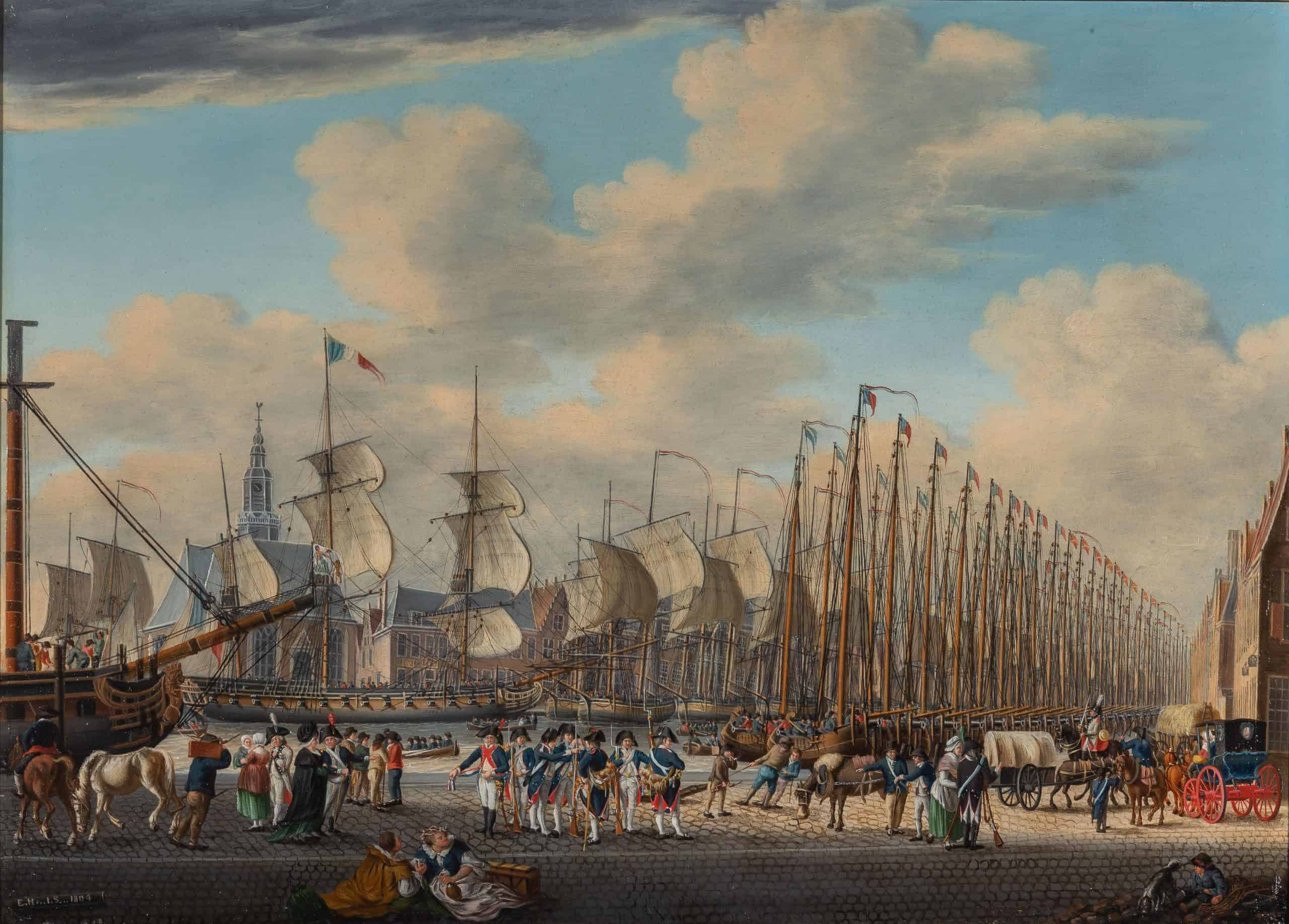
Het Bataafse Flottielje in de haven van Vlissingen. Aan de overkant een fregat dat de zeilen droogt. In het midden kanonneerschoeners. Rechts aan deze kant de kanonneerboten.

In april 1805 brak de Derde Coalitieoorlog uit. In juli werd Buyskes, nu kolonel en kapitein-ter-zee, benoemd tot adjudant-generaal (chef van de generale staf) in de vloot van Carel Hendrik Ver Huell, die van Napoleon het bevel had gekregen over het Bataafse deel van de Franse invasievloot tegen Groot-Brittannië. De Bataafse Republiek was verplicht Frankrijk bij te staan met landtroepen en schepen, en liep het risico ingelijfd te worden bij Frankrijk als zij daarbij in gebreke bleef. Napoleon rekende erg op de schepen en de zeemanskunst van de Nederlanders. Het ging om in totaal 378 vaartuigen (enkele oorlogsschepen, 54 kanonneerschoeners, 216 kanonneerboten en 108 transportschepen) geschikt voor een invasie die zich ophielden bij Vlissingen en Duinkerken. Dit 'Bataafsche Flottielje', ook wel 'Secrete Macht' genoemd, moest overgebracht worden naar de haven van Boulogne-sur-Mer, waar de hoofdmacht van het invasieleger zich verzameld had. Van hier moesten 36000 militairen en 1500 paarden overgezet worden naar Engeland. Bij het overbrengen van de vloot werd bij Cap Gris-Nez met 33 kanonneerschoeners en vier grote pramen succesvol strijd geleverd met veel grotere Britse oorlogsschepen. Het Bataafs Flottielje werd hierom in Frankrijk veel lof toegezwaaid, maar van een invasie van Groot-Brittannië zou het nooit komen, omdat de Franse vloot bij Trafalgar verpletterend werd verslagen door Nelson.

### Het Koningrijk Holland

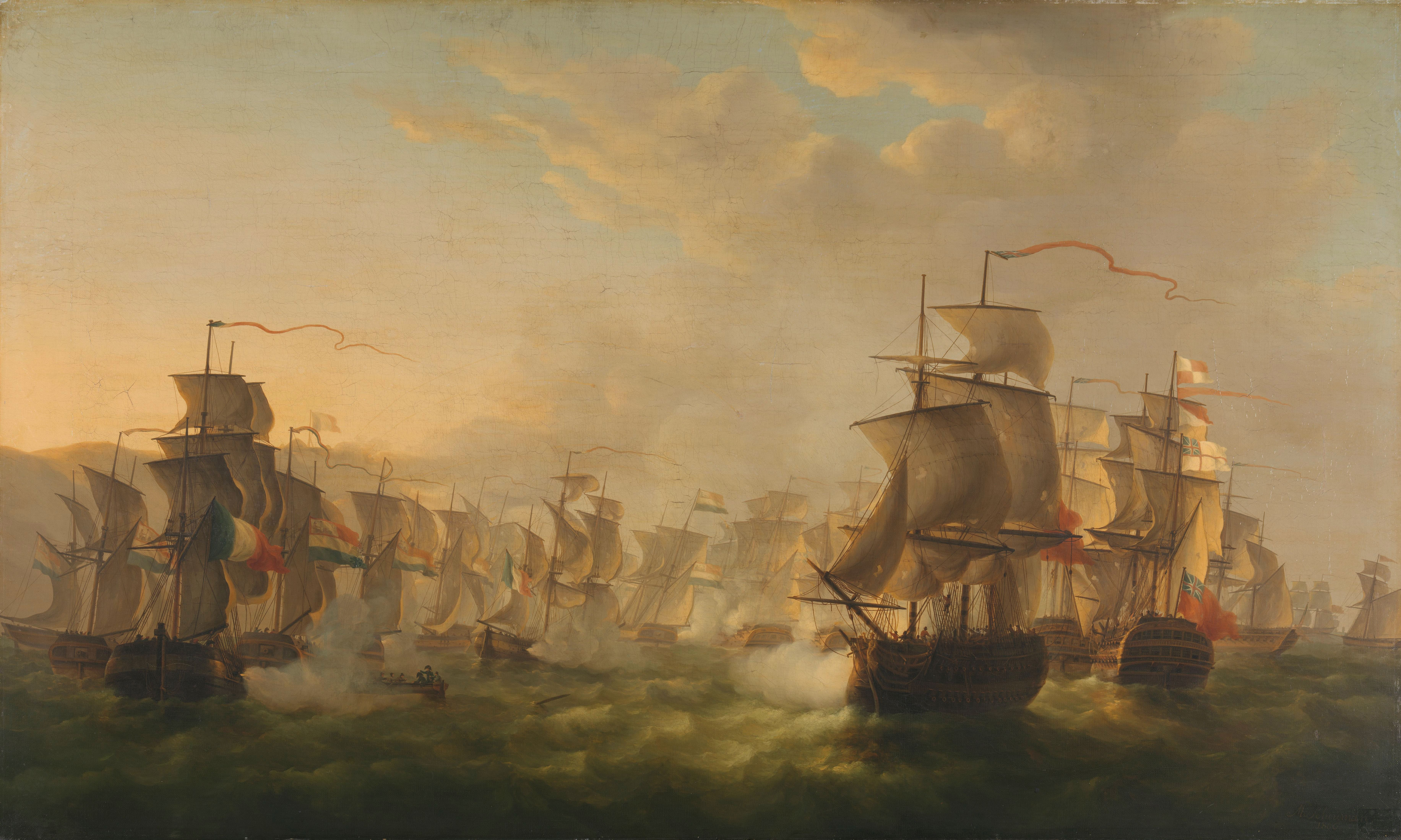
Gevechten tussen het Bataafs Flottielje en de Britse vloot bij Cap Gris-Nez. Een schilderij van Martinus Schouman naar een schets van de op de vloot aanwezige Quirijn Ver Huell.

In januari 1806 werd Buyskes adjudant-generaal van de door Napoleon aangestelde raadpensionaris Rutger Jan Schimmelpenninck. Op 5 juni werd de Bataafse Republiek door Napoleon opgeheven en vervangen door het Koningrijk Holland. In februari 1807 werd Buyskes bevorderd tot schout-bij-nacht en samen met Willem Otto Bloys van Treslong als eerste aide-de-camp (adjudant) geplaatst bij de nieuwe koning Lodewijk Napoleon. De Nederlandse vloot was te zwak geworden om het op te nemen tegen de Britten, dus werd besloten de schepen te gebruiken om de vestigingen in West- en Oost-Indië te hulp te komen. Koning Lodewijk benoemde Buyskes tot bevelhebber van een eskader met bestemming Batavia, bestaande uit een linieschip, vier fregatten, twee korvetten en een gewapend transportschip. Vanwege een Britse blokkade lukte het echter niet om uit te varen. Buyskes kreeg toen opdracht om onder een gefingeerde naam (Mr. Bökler van St. Thomas) als passagier met Amerikaanse koopvaarders naar Batavia te gaan om daar het bevel over de zeemacht te voeren en de functie van gouverneur-generaal waar te nemen totdat Herman Willem Daendels, die op dezelfde wijze reisde, daar aangekomen was. De tocht naar New York (met de Hanach) en van daar naar Indië (met de Constellation) duurde echter zo lang dat toen hij in april 1808 in Batavia aankwam, Daendels daar al drie maanden eerder was gearriveerd.

### Nederlands-Indië
Onder Daendels' bestuur werden heel Java en Madura geclaimd als grondbezit van de Nederlandse staat als opvolger van de VOC, hoewel die handelsonderneming slechts diplomatieke relaties met de inheemse vorsten had gehad. Zij had zich altijd zo min mogelijk bemoeid met het inheemse bestuur, en zich beperkt tot contacten met de vorsten en hoofden om de gewenste handelswaar te verkrijgen. In het laat-18e-eeuwse Verlichtingsdenken was het de verantwoordelijkheid van de regering om de Javaanse bevolking te beschermen tegen willekeur en uitbuiting door de inheemse aristocratie. Daendels verving daarom het VOC-bestuur door een op Napoleontische leest geschoeide gecentraliseerde en gerationaliseerde bureaucratie. Het eiland werd naar Frans voorbeeld opgedeeld in prefecturen (later residenties genoemd) met aan het hoofd een prefect (later resident), en daaronder regentschappen. De inheemse regenten werd hun feodale status ontnomen. Zij werden ambtenaren, ondergeschikt aan de prefect, die weer rechtstreeks rapporteerde aan de gouverneur-generaal. De Raad van Indië, de 'Hoge Regering' van de VOC, werd gedegradeerd tot een adviserend orgaan. Daendels legde hiermee de basis voor de latere bestuursstructuur van Nederlands-Indië, hoewel zijn reorganisatie onvoltooid bleef en vooral op papier bestond.

### Luitenant-gouverneur-generaal

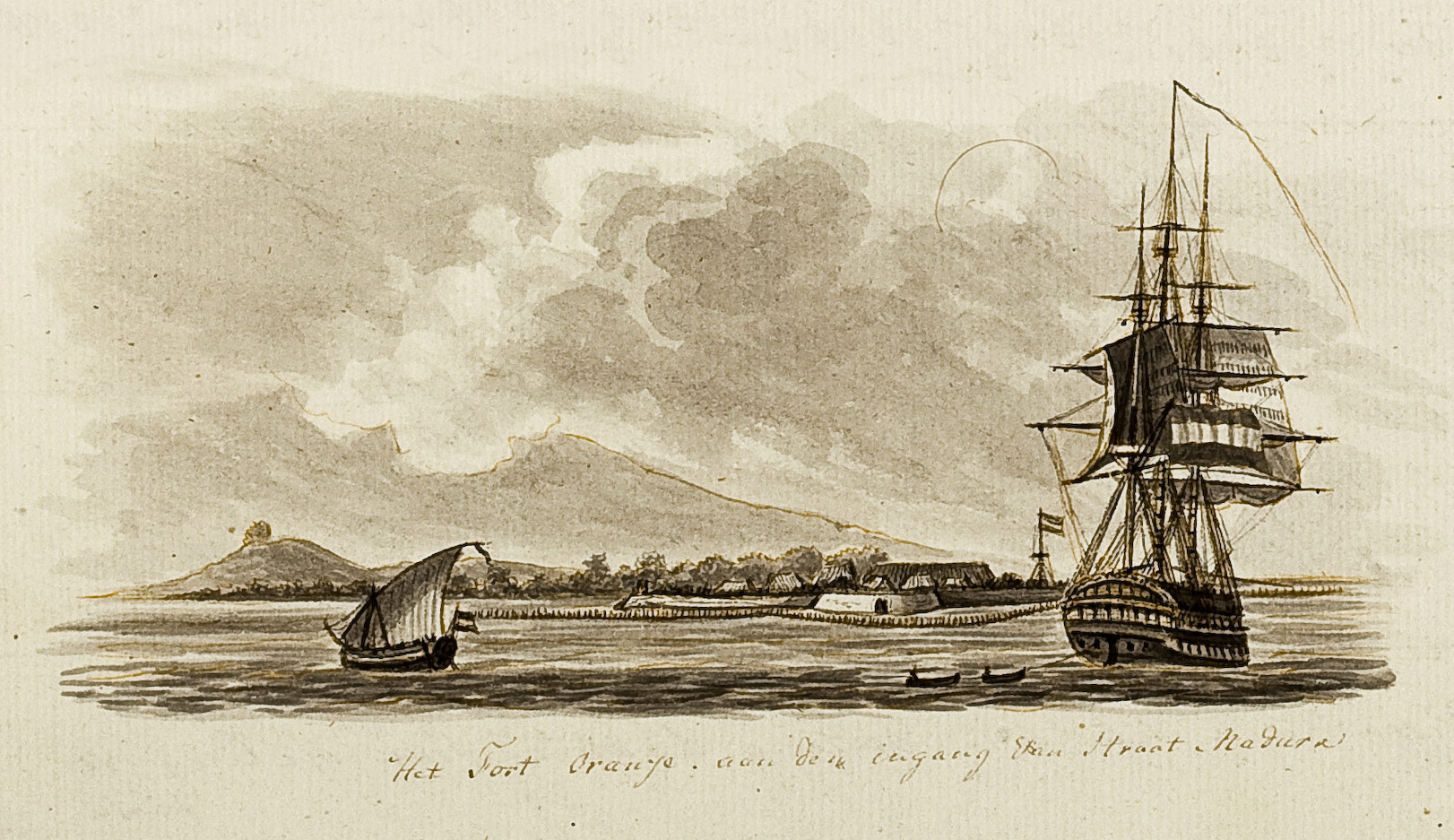
Fort Lodewijk ca. 1816, inmiddels Fort Oranje genoemd.

Busykes werd na aankomst door Daendels aangesteld als luitenant-gouverneur-generaal, en daarmee zijn plaatsvervanger. Zoals Daendels later schreef: 'De Heer Schout bij Nacht Buyskes, die kort daarna op Java aan kwam, was in mijn oog een allezins geschikt persoon ter waarneming van dien post.' Ook werd hij president van de Raad van Indië en kreeg hij het bevel over de vloot van de naar Europa vertrokken viceadmiraal Pieter Hartsinck, maar daar bleek door slijtage en gevechten met de Britten niets van over te zijn. Hij vond 'geen schijn van het laatste eskader meer aanwezig, zijnde alle of onbruikbaar of door den vijand vermeesterd of vernield'. Hij liet Fort Lodewijk bouwen bij Straat Madura en organiseerde een nieuwe vloot van lokaal gebouwde kleine vaartuigen om Java te beschermen en de handelsroutes te beveiligen tegen zeeroverij, maar hield het, klagend over het klimaat, in november 1809 om gezondheidsredenen voor gezien. Jacob Andries van Braam volgde hem op.
Buyskes verliet Batavia als passagier op de schoener Havik, die naar het oosten de Grote Oceaan op voer. Het schip was geladen met producten om in Amerika te verkopen. De opbrengst was bedoeld voor de aanschaf van enkele schoeners en andere benodigdheden voor Java. In december werd Kaap Hoorn gerond en werd koers gezet naar de Noord-Amerikaanse kust. Bij de Bermuda eilanden werd het schip in februari 1810 aangevallen door de Britse schoener Thistle. Na een 6 uur durend gevecht moest de Havik zich overgeven omdat de munitie op was. Buyskes raakte bij het gevecht zwaar gewond aan zijn been ('zijnde mijn linker dijbeen door een schrootkogel stuk geschoten'.) Hij werd als krijgsgevangene meegenomen naar Halifax in Canada. Eind 1810 kwam hij bij een uitwisseling van krijgsgevangenen weer vrij. In Parijs vernam hij de inlijving van het Koninkrijk Holland bij het Eerste Franse Keizerrijk. Ook hoorde hij dat Koning Lodewijk hem de titel baron had gegeven, met recht op 3000 gulden per jaar uit domeinen in Oost-Friesland. Helaas voor hem was dat vervolgens weer ongedaan gemaakt door de inlijving bij Frankrijk. Het duurde enkele jaren voor hij herstelde van zijn wond.

### Commissaris-generaal

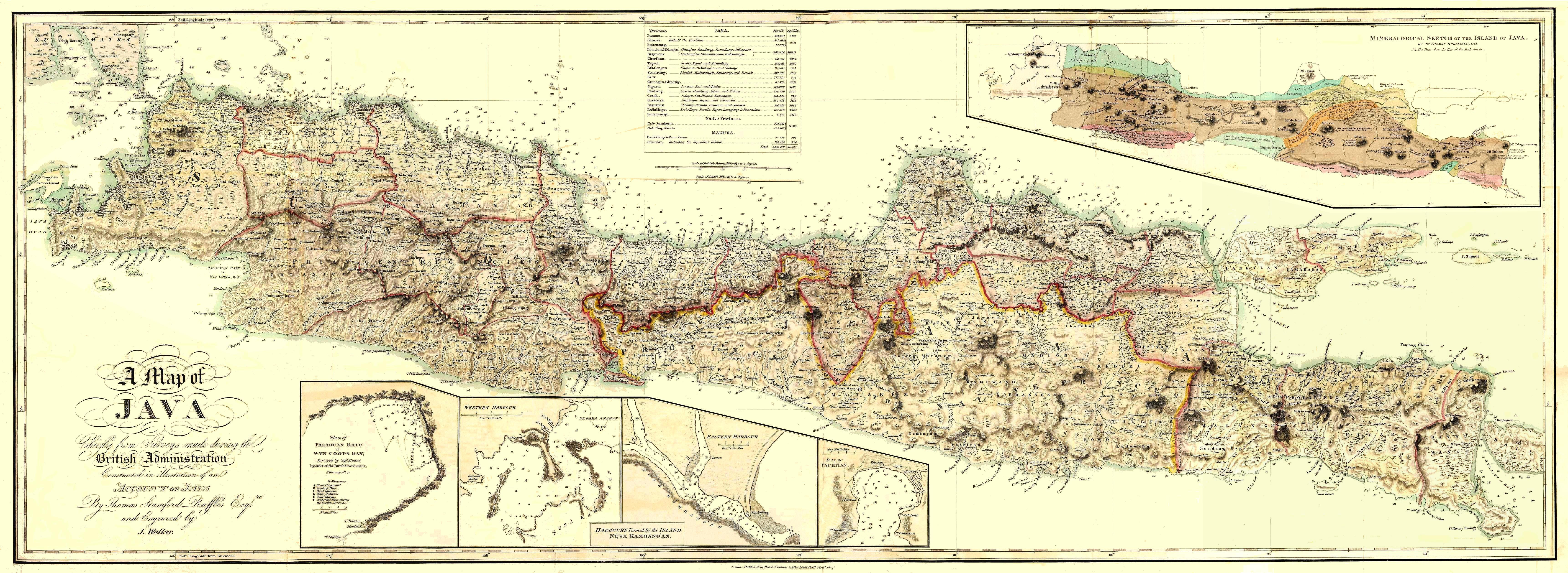
Kaart van Java uit 1817.

Na de omwenteling van 1813 en de oprichting van het Verenigd Koninkrijk der Nederlanden werd Buyskes op 5 juli 1814 door koning Willem I benoemd tot schout-bij-nacht in Nederlandse dienst en in september tot commandeur van een eskader naar Oost-Indië. Zijn inactiviteit in de voorgaande jaren, met of zonder opzet, kwam hem goed van pas, hoewel de meeste beroepsmilitairen hun Franse dienst niet kwalijk werd genomen. Op 20 november werd hij ook aangesteld als één van de drie commissarissen-generaal (de C.C.G.G.) die met dat eskader naar Java gingen om het Britse tussenbestuur over te nemen, zoals bepaald was in het Verdrag van Londen. Buyskes en zijn collega's Cornelis Elout en Godert van der Capellen hadden alle drie een liberale signatuur. De laatste twee hadden een bestuurlijke achtergrond maar waren nooit in Indië geweest. Buyskes de zeeofficier had weinig bestuurlijke ervaring maar uitgebreide ervaring in Indië, vooral met maritieme aangelegenheden. Het was de bedoeling dat er een aparte Nederlands-Indische marine zou komen, geheel uit Indische middelen betaald. De basis zou in Surabaya zijn. De kerntaak van de zeemacht was naast vlagvertoon de verdediging van Indië tegen andere Europese mogendheden en de bestrijding van de alom aanwezige zeeroverij in de regio. De zeerovers stroopten de kusten en rivieroevers af op zoek naar goederen en slaven.

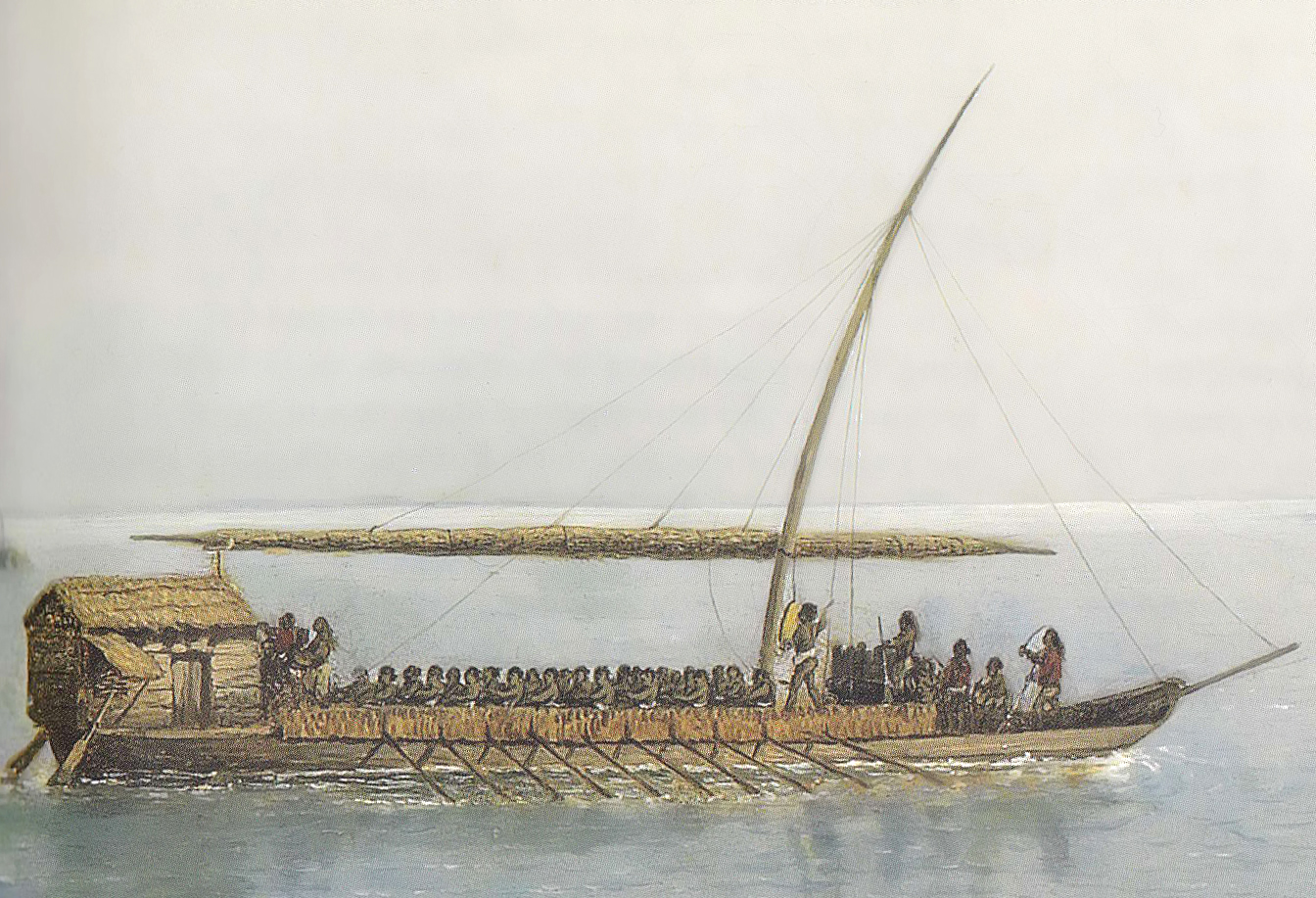
Dayak zeerovers.

Buyskes was de vervanger van de oorspronkelijk benoemde, in Batavia werkzame Herman Muntinghe. Die benoeming was op verzoek van Elout weer ongedaan gemaakt, vermoedelijk omdat Muntinghe een belangrijke rol had gespeeld in het Britse tussenbestuur en daarom een onpartijdig onderzoek naar de juiste bestuursprincipes zou kunnen bemoeilijken. 'Buyskes ken ik sedert lang, van zijne praktische kennis is veel nut te trekken', schreef Elout. De opdracht van Willem I was om ‘weder bezit te nemen van Nederlandsch Indie, de opperste magt aldaar te oefenen, en de regering in aller derzelver deelen te regelen en in werking te stellen’. De Grondwet van 1814 was daarbij leidraad maar zeker geen blauwdruk, en zou door het driemanschap dan ook terzijde worden geschoven ten faveure van het op basis van hun eigen onderzoek opgestelde nieuwe regeringsreglement van 22 december 1818.
Het eskader vertrok op 29 oktober 1815 uit Nederland en bestond uit 7 schepen onder bevel van Buyskes: de Evertsen, Amsterdam, De Ruyter, Brabant, Maria Reygersbergen, Iris en Spion. Ze brachten 2700 militairen mee. 600 op de De Ruyter behoorden tot de Indische Brigade van Carl Anthing, die ter zijde werd gestaan door generaal-majoor Hendrik de Kock op de Brabant. De schepen verkeerden in niet al te beste staat. Ze raakten onderweg gescheiden en sommige deden erg lang over de reis. In april 1816 arriveerden Buyskes en Elout met de Evertsen in Batavia, een maand later gevolgd door Van der Capellen op de Amsterdam. De Brabant kwam slechts tot Portsmouth. Het schip bleek zwaar aangetast te zijn door houtworm en moest worden opgegeven.
Ook Buyskes' broer Gerrit ging korte tijd later naar Indië als ambtenaar eerste klasse. Destijds was hij advocaat en notaris aan de Kaap de Goede Hoop. In Batavia zou hij het tot vicepresident van het Hooggerechtshof brengen.

### Nieuw koloniaal bestuur

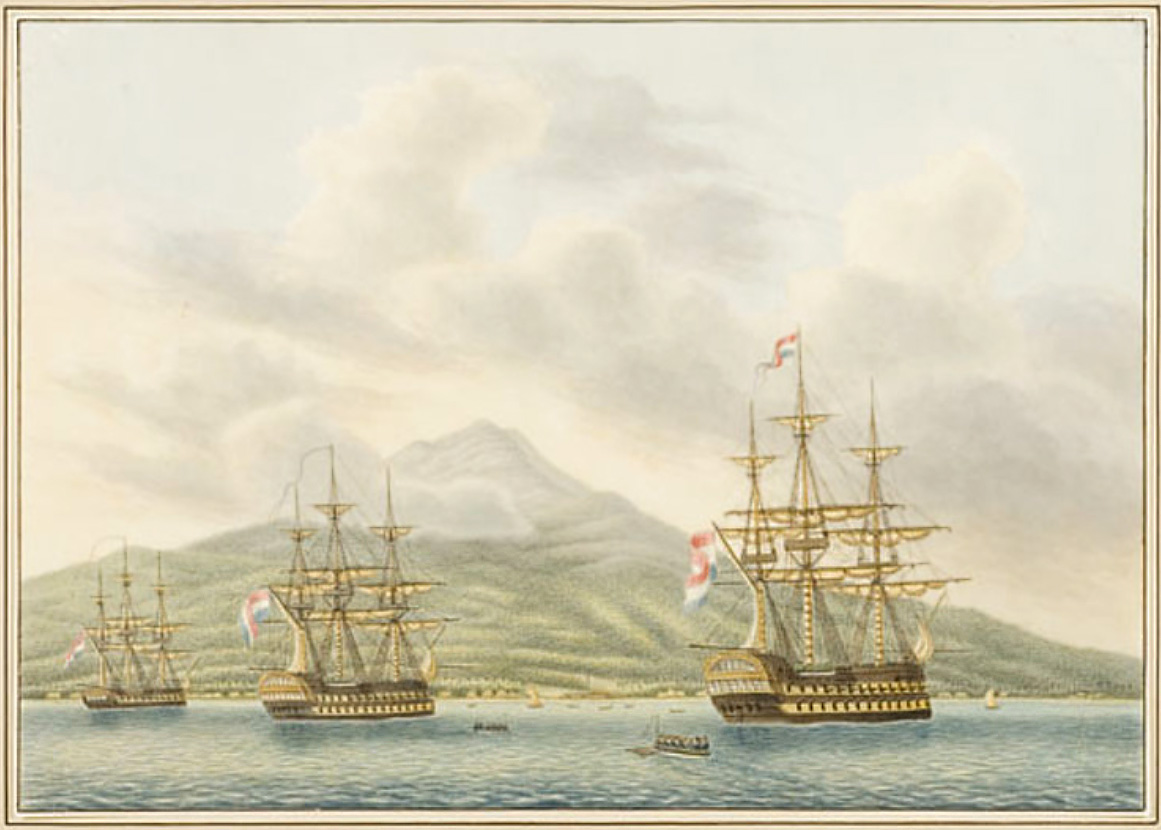
Van links naar rechts de Maria Reygersbergen, Nassau en Evertsen.

Op 19 augustus 1816 droeg de Brit John Fendall voor het stadhuis van Batavia ‘Java en Onderhorigheden’ officieel over aan de Nederlanders. Het was de taak van de commissarissen-generaal om het nieuwe koloniale gezag te vestigen en daarna Van der Capellen te installeren als gouverneur-generaal. Alle drie waren voorstander van een verlicht en liberaal koloniaal beleid, voor zover de traditionele, feodale inheemse samenleving daar klaar voor was. Hun taak was niet gemakkelijk. De Britten hadden geen uniform beleid gevoerd en hun administratie was slordig. Ook ontbrak het aan mensen en geld. Indië had onder Daendels en Raffles alleen maar financiële verliezen opgeleverd. Alleen de koffiecultuur in de Preanger was winstgevend. Daar was in plaats van invoering van het landrentestelsel en vrije verbouw door de Javaanse boeren het oude VOC-systeem van herendiensten gehandhaafd. Ondanks de geldzorgen zouden de commissarissen-generaal het bestuur alleen maar verder uitbreiden. De bestuurlijke indeling van Java lieten ze intact, en ook vrijwel alle door Raffles benoemde residenten bleven in functie. De positie van de regenten werd weer versterkt. Zij bleven ambtenaar, maar residenten mochten zonder hen te raadplegen geen maatregelen nemen met betrekking tot de inheemse bevolking, aangezien een effectief bestuur alleen indirect, via de inheemse hoofden, mogelijk werd geacht. Deze tegenstrijdigheid tussen een modern bestuur en de traditionele inheemse samenleving, en de rol van de regenten daarin, zou de hele geschiedenis van Nederlands-Indië een centrale rol spelen, waarbij het beleid laveerde zonder ooit een optimum te vinden. Van der Capellen zou zoeken naar een middenweg tussen idealisme en realisme: een rationeel Europees bestuur en tegelijkertijd de regenten en de traditionele adat in hun waarde laten. Uiteindelijk zou dat mislukken, omdat Indië een financiële verliespost bleef. Zijn opvolger Johannes van den Bosch zou het VOC-systeem weer herstellen, met de verplichte verbouw van tropische exportproducten door middel van de door de bevolking verrichte herendiensten aan de regenten: het cultuurstelsel.

### De opstand in de Molukken van 1817

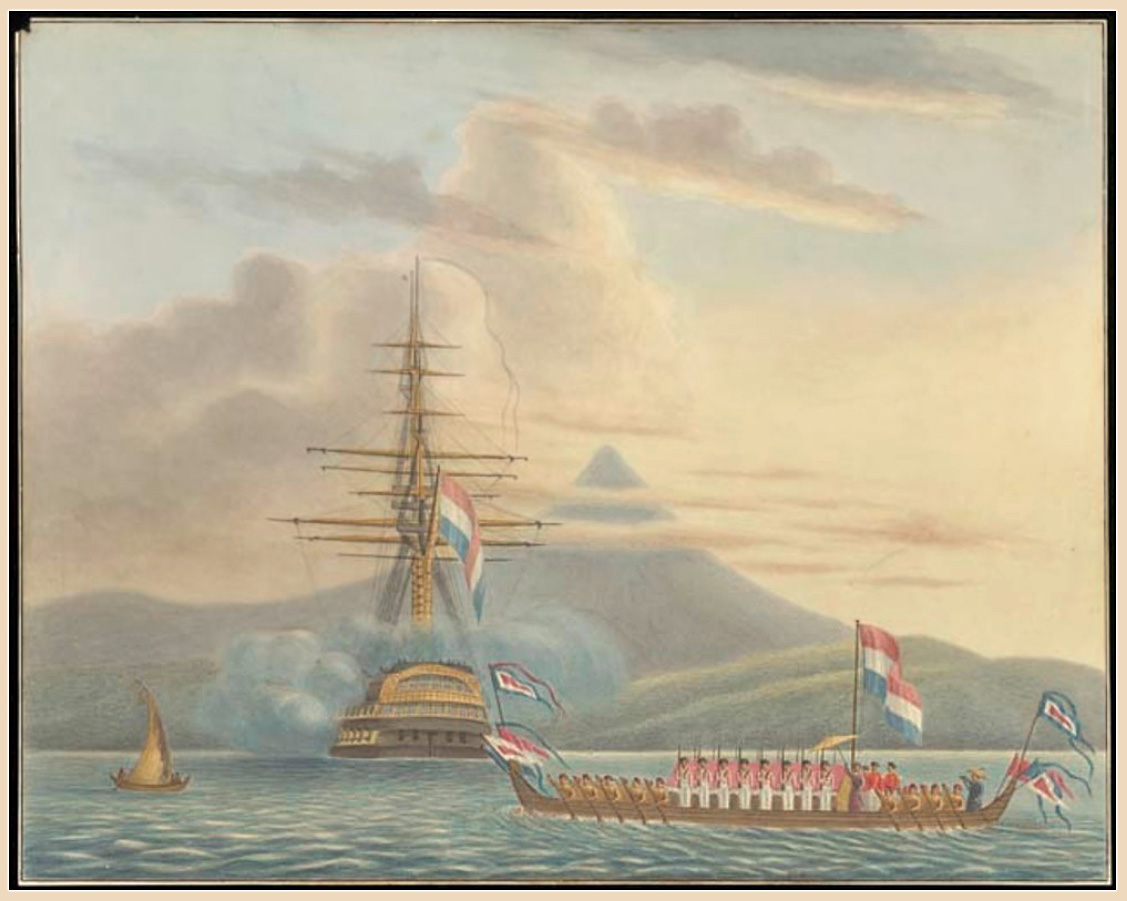
Kora-kora met de sultan van Tidore en het schip de Evertsen.

De vorsten van Surakarta en Yogyakarta op Java aanvaardden de terugkeer van de Nederlanders welwillend, ondanks de verzekering van de Britten dat zij de Nederlanders niet terug wilden, maar elders ontstonden problemen. In Sumatra kwamen de fanatiek islamitische Padri's in opstand tegen de Minangkabause vorsten, die toen het nieuwe koloniale bestuur te hulp riepen. Het sultanaat Bone in Celebes weigerde juist zich te schikken onder het koloniaal gezag. In mei 1817 brak er in de Molukken een opstand uit tegen het impopulaire bestuur van de daar in februari aangestelde ‘Commissie van Twee’: Jacob van Middelkoop en Nicolaus Engelhard. Vooral onder Ambonese militairen bestond grote onvrede over hun overgang in Nederlandse dienst en over de invoering van papieren noodgeld dat in de praktijk vaak niet inwisselbaar bleek. De Britten hadden voor ze vertrokken ook niet nagelaten kwalijke geruchten te verspreiden over de intenties van de terugkerende Nederlanders. Op Saparua (ook wel Honimoa genoemd) vielen honderden opstandelingen onder leiding van Thomas Matulesia, een ex-onderofficier die ook wel Pattimura werd genoemd, het vervallen VOC-Fort Duurstede aan, waarbij de resident Rudolph van den Berg met zijn soldaten en bijna zijn hele familie en personeel vermoord werd. Een militaire landingseenheid van 250 man onder leiding van de majoor van de genie Pieter Beetjes die overhaast vanuit Ambon was gestuurd werd als gevolg van tactische fouten van Beetjes verslagen, waarbij de meeste soldaten sneuvelden. De commissarissen-generaal ontsloegen daarop Van Middelkoop en Engelhard en stuurden een expeditie onder leiding van Buyskes naar het gebied.

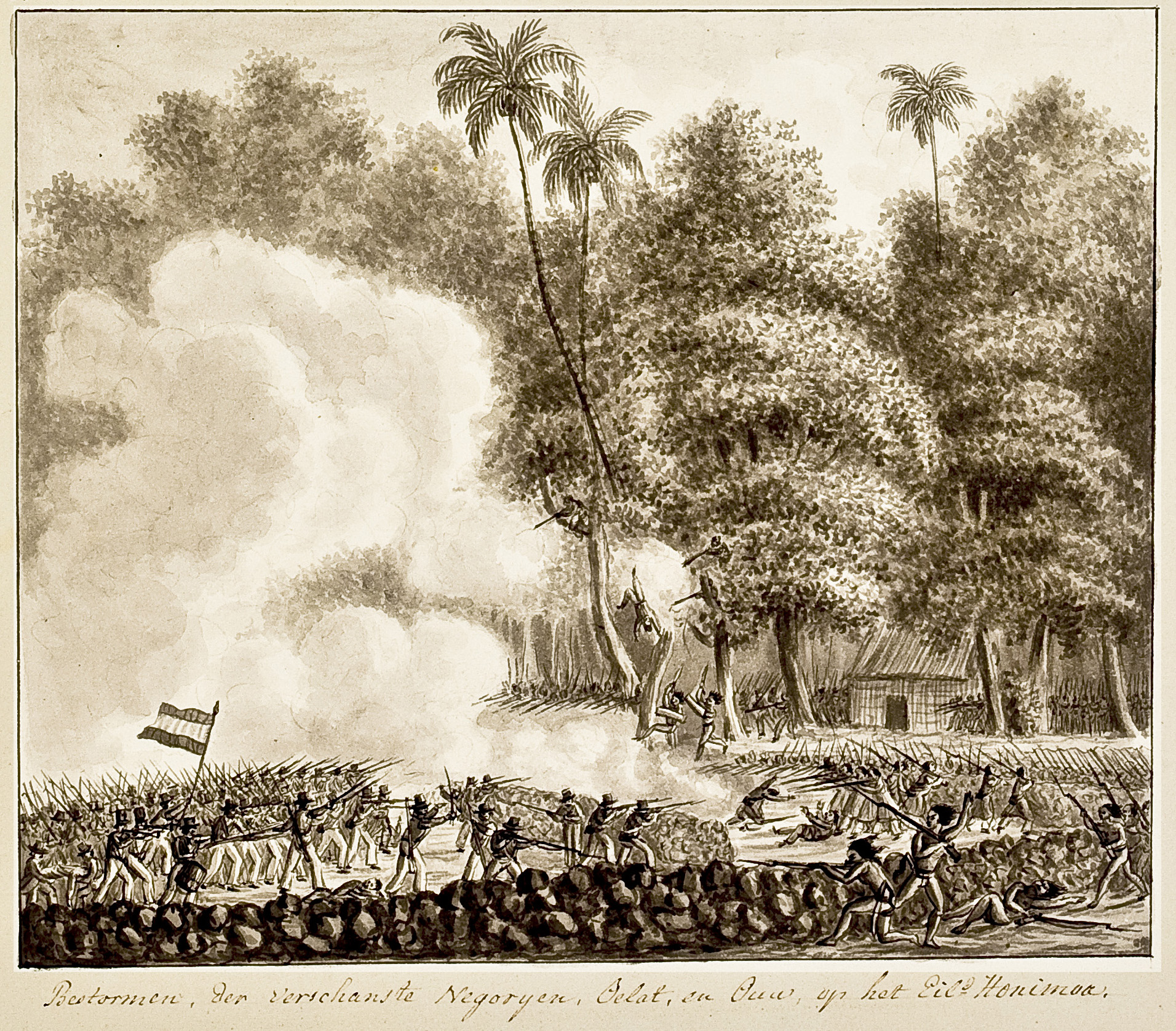
Gevechten bij de dorpen Oelat en Ouw op Honimoa.

De linieschepen Prins Frederik en Evertsen, het fregat Maria Reigersbergen en de kleinere schepen Nassau, Zwaluw, Iris en Venus werden bijgestaan door tientallen kora-kora's met duizenden krijgers van de sultans van Ternate en Tidore. Buyskes verdeelde zijn militaire macht in drie afdelingen, genoemd naar de de schepen Prins Frederik, Evertsen en Nassau, en ging hardhandig te werk. Hij stond zijn troepen toe dorpen te plunderen om 'de afvallige Indianen te straffen en om tevens de roofgierige hulpbenden tevreden te stellen'. Op het eiland Haruku werd een twintigtal opstandelingen geëxecuteerd. Op Seram werd het fort Luhu ingenomen. In november werd Saparua veroverd. Matulesia werd gevangen genomen en door de Raad van Justitie te Ambon ter dood veroordeeld. Op 16 december werd hij met enkele medestanders voor het stadhuis opgehangen. Anderen kregen gratie en werden met de Evertsen naar Java gebracht om in de koffietuinen te werken. De bij de verovering van Oelat en Ouw gevangen genomen Martha Christina Tiahahu (ook wel Triago), dochter van een van de dorpshoofden, werd aan boord ziek en stierf.

### Schipbreuk

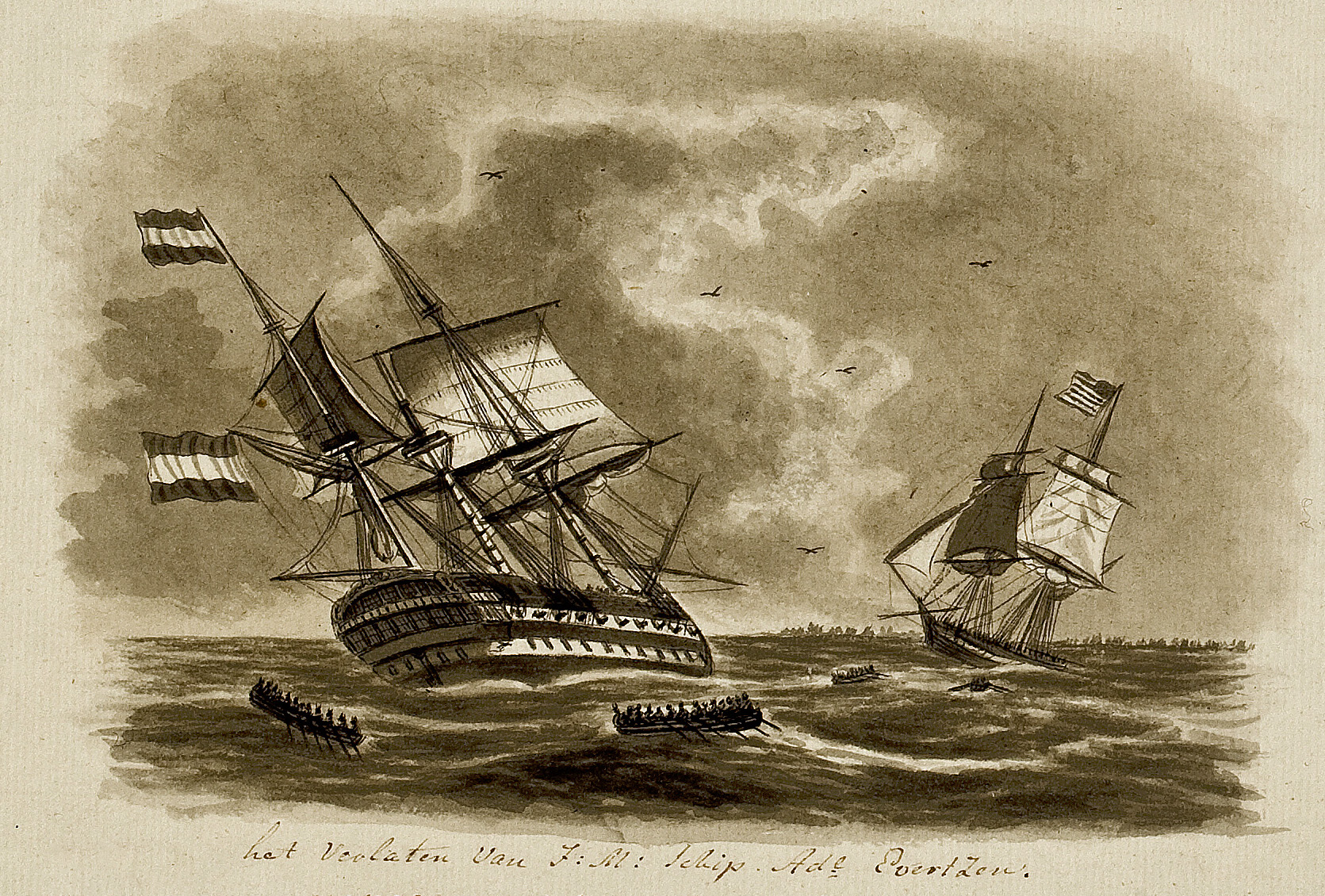
De bemanning van de Evertsen roeit naar de Pickering bij Diego Garcia.

'Ik had het geluk', schreef Buyskes later, 'door de kracht van zijne Majesteits wapenen de gevaarlijke opstand die in de Molukse provintiën algemeen was uitgebarsten, te dempen en de rust geheel te herstellen'. Op 25 februari 1818 verliet Buyskes de Molukken, waar generaal-majoor De Kock als gouverneur was aangesteld. In september schreef Buyskes op Buitenzorg zijn rapport. Het bevel over de Indische Zeemacht gaf hij over aan Constantijn Wolterbeek. Op 16 februari 1819 vertrokken Buyskes en Elout van Java, na Van der Capellen als gouverneur-generaal te hebben geïnstalleerd. De Raad van Indië was weer in ere hersteld, en bestond uit Jacob Andries van Braam, Petrus Chassé, Reinier d'Ozy en Herman Muntinghe.
De Evertsen, Prins Frederik en Maria Reygersbergen verlieten Java geladen met specerijen. Aan boord van de Evertsen, met kapitein Quirijn Ver Huell, een neef van Carel Hendrik Ver Huell, bevonden zich behalve Buyskes en Elout ook de botanicus Caspar Reinwardt en het opperhoofd van Dejima Hendrik Doeff en zijn vrouw die huiswaarts keerden. De terugreis was rampzalig. De schepen raakten onderweg gescheiden, en de Evertsen kreeg ernstige problemen met lekkages. De Nederlanders voeren met oude en versleten schepen omdat de scheepsbouw tijdens de Napoleontische oorlogen had stilgelegen. Vooral in tropische wateren hadden de houten schepen veel te leiden. Dag en nacht pompend lukte het om op 8 april het eiland Diego Garcia in de Indische Oceaan te bereiken. Tot groot verdriet van Ver Huell, die door wilde varen, liet Buyskes alle 340 opvarenden met sloepen overzetten naar de toevallig uit een baai de zee op varende Amerikaanse brik Pickering, die haar lading kokosnoten overboord zette en iedereen overbracht naar het eiland. Vanwege het gebrek aan ruimte op de Pickering mocht niemand bagage meenemen. De aan de golven prijs gegeven Evertsen vloog door een onbekende oorzaak ook nog eens in brand en ging in vlammen op. De opvarenden werden in twee etappes door de brik naar Mauritius gebracht. Alle documenten van Buyskes en Elout en de uitgebreide Japanse en Indische collecties van Doeff, Reinwardt en Ver Huell gingen bij deze scheepsramp verloren.

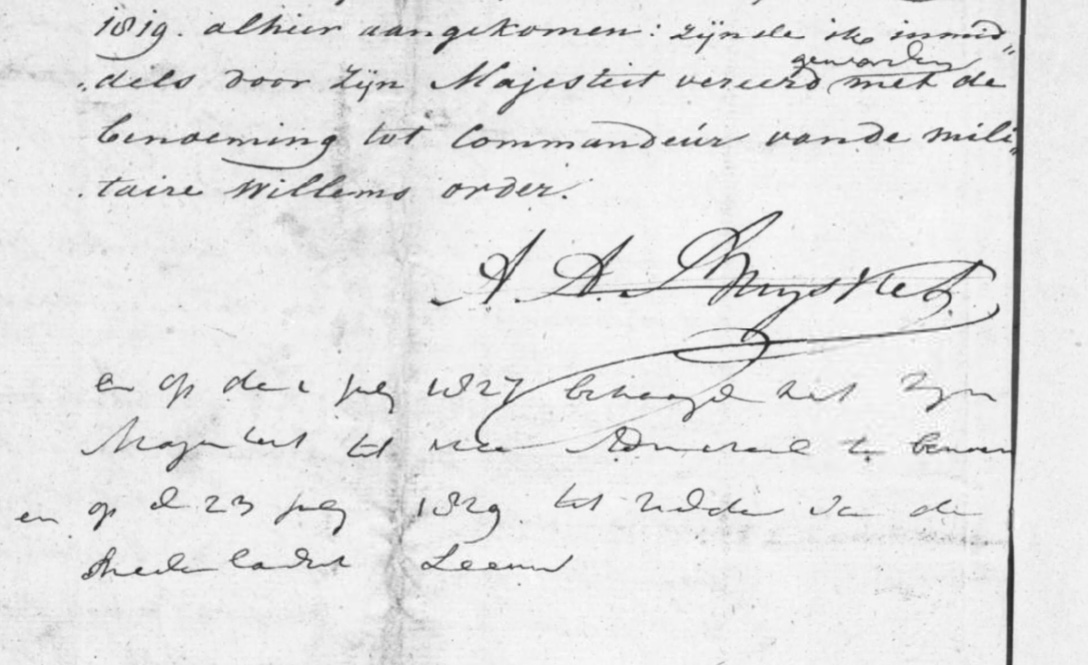
Handtekening van Arnold Buyskes onder zijn in 1819 geschreven 'Staat van Dienst', met een later toegevoegde krabbel over zijn benoemingen tot viceadmiraal en ridder in de orde van de Nederlandse Leeuw.

Buyskes kwam met het Britse transportschip Cadmus eind november 1819 in Nederland aan. Hij nam direct de volle verantwoordelijkheid op zich voor het verlies van de Evertsen. Zijn beslissing om het schip te verlaten werd later goedgekeurd. Het schip had waarschijnlijk nooit uit Surabaya mogen vertrekken gezien de staat waarin het verkeerde.
Buyskes, de 'wreker van Saparoea', ontving van koning Willem I voor zijn expeditie naar de Molukken het commandeurskruis van de pas ingestelde Militaire Willems-Orde. Het was een bevordering, want in juli 1815 had hij al het ridderkruis 3e klasse gekregen. Hij was daarna in Nederland nog werkzaam in verschillende commissies en functies met betrekking tot de marine en de landsverdediging, en kreeg op 1 juli 1827 de rang van viceadmiraal. Op 23 juli 1829 werd hij ook nog ridder in de orde van de Nederlandse Leeuw. Hij stierf op 23 januari 1838 op zijn landgoed Valkenbosch bij Loosduinen.